# Asarganj
Asarganj là một thị trấn thống kê (census town) của quận Munger thuộc bang Bihar, Ấn Độ.

## Địa lý
Asarganj có vị trí 25°09′B 86°41′Đ / 25,15°B 86,68°Đ Nó có độ cao trung bình là 44 mét (144 foot).

## Nhân khẩu
Theo điều tra dân số năm 2001 của Ấn Độ, Asarganj có dân số 5706 người. Phái nam chiếm 53% tổng số dân và phái nữ chiếm 47%. Asarganj có tỷ lệ 70% biết đọc biết viết, cao hơn tỷ lệ trung bình toàn quốc là 59,5%: tỷ lệ cho phái nam là 76%, và tỷ lệ cho phái nữ là 63%. Tại Asarganj, 14% dân số nhỏ hơn 6 tuổi.